# 장기중학교 (세종)
장기중학교(長岐中學校)는 대한민국 세종특별자치시 장군면 하봉리에 있는 공립 중학교이다.

## 학교 연혁
- 1969년 10월 14일 : 설립 인가 (9학급)
- 1970년 2월 21일 : 초대 백성현 교장 부임
- 1970년 3월 6일 : 개교(장기초등학교 교실을 가교사로 사용)
- 1973년 1월 11일 : 제1회 졸업식(졸업생 110명)
- 2002년 2월 19일 : 5학급 인가
- 2003년 10월 18일 : 본동교사 개축 준공식
- 2012년 7월 1일 : 세종특별자치시 편입
- 2014년 10월 21일 : 다목적실 강당 및 운동장 준공식
- 2021년 10월 21일 : 제19대 신경숙 교장 부임
- 2023년 1월 6일 : 제51회 졸업식(23명, 연인원 5,948명)
- 2023년 3월 2일 : 제54회 입학식(16명)

## 참고 자료
- 장기중학교 - 한국교육학술정보원 학교알리미